# Hyperolius platyceps
Hyperolius platyceps es una especie de anfibios de la familia Hyperoliidae.
Habita en Angola, Camerún, República Centroafricana, República del Congo, República Democrática del Congo, Guinea Ecuatorial y Gabón.
Su hábitat natural incluye bosques tropicales o subtropicales secos y a baja altitud, ríos, pantanos, marismas de agua dulce, corrientes intermitentes de agua dulce, jardines rurales, zonas previamente boscosas ahora degradadas y estanques.